# سوجو دونغوو
نادي سوجو دونغوو لكرة القدم (بالصينية: 苏州东吴) هو نادي كرة قدم صيني، يلعب في دوري الدرجة الأولى، يقع مقره في سوجو وجيانغسو، تأسس في 29 مايو 2008 باسم سوجو جينفو (بالصينية: 苏州 锦 富)، وفي عام 2015 بُدل إلى اسمه الحالي، ملعب النادي الرئيسي هو ملعب كونشان الذي يتسع لـ30 ألف متفرج.